# Rocroithys
Rocroithys là một chi ốc biển, là động vật thân mềm chân bụng sống ở biển trong họ Conidae.

## Các loài
Các loài thuộc chi Rocroithys bao gồm:
- Rocroithys nivea Sysoev & Bouchet, 2001[2]
- Rocroithys niveus Sysoev & Bouchet, 2001[3]
- Rocroithys perissus Sysoev & Bouchet, 2001[4]